# Asonus amplifurculus
Asonus amplifurculus is een rechtvleugelig insect uit de familie veldsprinkhanen (Acrididae). De wetenschappelijke naam van deze soort is voor het eerst geldig gepubliceerd in 2010 door Chen, Zheng & Zeng.